# Gotthard Gustafsson
Karl Gotthard Gustafsson, född 17 juni 1902 i Lund, död 16 september 1950 på Lidingö, var en svensk etnolog, museiman, författare, målare och tecknare.
Gotthard Gustafsson var son till hantverksläraren Karl Emil Gustafsson och Johanna Maria Persson samt från 1930 gift med Greta Zandra Nilsson. Efter studentexamen vid Katedralskolan i Lund 1921 var han 1921–1922 student vid Tekniska skolan där. Från 1922 studerade han vid Lunds universitet och avlade en filosofie kandidatexamen 1925. Under sina studieår deltog han bland annat i uppmätningar av skånska bondgårdar för Folkminnesarkivet i Lund och deltog i de medeltidsarkeologiska undersökningarna i Åhus. 1925 blev Gustafsson amanuens vid historiska museet i Lund och tjänstgjorde från 1928 vid Nordiska museet där han 1929 blev amanuens. Vid Nordiska museet blev han 1932 förste amanuens, 1937 2:e intendent och 1945 intendent och föreståndare för Skansens allmogeavdelning. Här ledde han bland annat uppförandet av fäboden från Älvdalen 1938 och Delsbogården 1940. Hans omfattande vetenskapliga författarskap är huvudsakligen inriktat på byggnadsskickets historia. Gustafsson var mycket konstnärligt begåvad och utförde vinjetter, bokillustrationer, affischer och konstruktionsritningar. Som konstnär målade han tavlor och utförde scendekorationer. Förutom artiklar utförde han under flera år färgomslagen till Fataburen. Gustafsson är representerad vid Riksantikvarieämbetet med en akvarell av
Löddeköpinge kyrka samt med konstruktionsritningar vid Nordiska museet